# 岡山県道437号下郷惣田線
岡山県道437号下郷惣田線（おかやまけんどう437ごう しもごうそうだせん）は、岡山県高梁市を通る一般県道である。

## 概要
狭い山道が続く路線。岡山県道33号新見川上線から油木・豊松方面に行く場合、岡山県道・広島県道106号布賀油木線より距離は短いのだが走りにくい。

### 路線データ
- 起点：岡山県高梁市備中町平川（岡山県道・広島県道106号布賀油木線交点）
- 終点：岡山県高梁市備中町平川（岡山県道33号新見川上線交点）
- 総延長：7.4 km

## 地理

### 通過する自治体
- 高梁市

### 交差する道路
| 交差する道路                      | 交差する場所 | 交差する場所 |
| --------------------------------- | ------------ | ------------ |
| 岡山県道・広島県道106号布賀油木線 | 備中町平川   | 起点         |
| 岡山県道33号新見川上線            | 備中町平川   | 終点         |

### 沿線
- 中国電力新岡山変電所
- 新成羽川ダム
- 田原ダム
- 笠神の文字岩（本物は田原ダム建設により水没し、現在はレプリカが展示されている）
- 中国自然歩道